# مشاع غز أباد (غرمسار كرمان)
مشاع غز أباد (بالفارسية: مشاع گزآباد) هي منطقة سكنية تقع في إيران في قسم غرمسار الریفي.